# حزمة أدوات عناصر التحكم

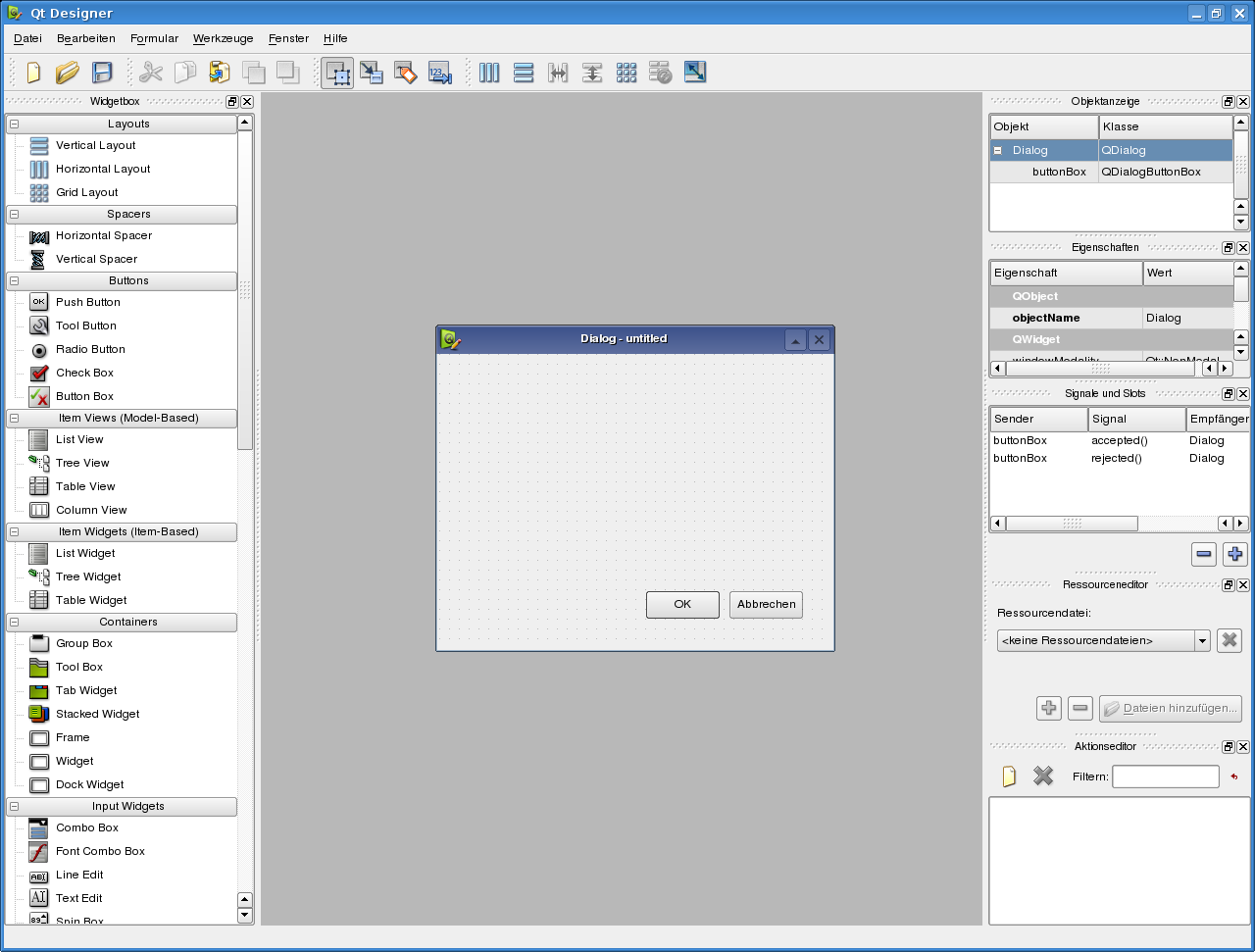

حزمة أدوات عناصر التحكم أو حزم الأدوات (بالإنجليزية: widget toolkit, widget library, GUI toolkit)‏ هي مكتبة برمجية أو مجموعة من المكاتب البرمجية التي تحتوي على مجموعة من عناصر التحكم (الحاجيات) المستخدمة في بناء الواجهات الرسومية للتطبيقات.
معظم حزم الأدوات لديها محركات تصيير خاصة بها. هذه المحركات يمكن أن تكون خاصة بنظامِ تشغيلٍ أو نظام نوافذ معيَّن أو يمكن أن تعمل على نظمٍ مختلفة باستخدام واجهات خلفية وواجهات برمجة تطبيقات عدة, مثل مكتبة الرسوميات المفتوحة أو أوبن في جي أو فولكان. منظر وملمس عناصر التحكم يمكن أن يكون مضمناً معها أو منفصلاً عنها مما يجعل من الممكن تغيير سماتها وألوانها من قبل المستخدم.

## أنظر ايضاً
- عنصر تحكم

### حُزَم أدوات عناصر التحكم
- كيوت
- جتك